# Winongan Lor
Winongan Lor is een bestuurslaag in het regentschap Pasuruan van de provincie Oost-Java, Indonesië. Winongan Lor telt 2200 inwoners (volkstelling 2010).